# Marjaniwka (hromada Inhułka)
Marjaniwka (ukr. Мар'янівка) – wieś na Ukrainie, w obwodzie mikołajowskim, w rejonie basztańskim. W 2001 liczyła 421 mieszkańców.